# Золота доба Римської республіки
«Золота доба» Римської республіки —  один із найбільш блискучих періодів в історії Стародавнього Риму, доба розквіту Республіки у першій половині II ст. до н. е., якою пишалися самі римляни. 

"Римський народ мав найкращі звичаї і жив в найбільшій злагоді між другою і останньою війною з Карфагеном".— Саллюстій
.

## Характеристика «золотої доби»
Час між 200 і 146 рр. до н. е. Н. Н. Трухіна вдало позначила як «золота доба» республіки. У своїй роботі «Політика і політики „золотого віку“ Римської республіки» вона дає йому таку характеристику: 
|  | «У II ст. до н. е. Рим, стабілізувавши свої полісні інститути і кордони, переживав епоху першого розквіту рабовласницьких господарств, століття найбільшої стійкості суспільства і держави, час найбільших завоювань і великих героїв громадянської і військової історії». |

Згодом у Н. Н. Трухіної виникає пропозиція розширити хронологічні рамки «золотої доби», включивши в нього весь період римської історії від початку Ганнібалової війни (218 р. до н. е.) до трибунату Гая Гракха (133 р. до н. е.). Однією з важливих складових тієї епохи, яка надала їй характер «золотої доби», було значне підвищення рівня життя римських громадян, поліпшення їх побутових і культурних умов, у зв'язку з чим включати в її тимчасові рамки повну поневірянь і злигоднів Ганнібалову війну було б недоцільно. Неважко помітити, що епоха «золота доба» збігається з часом розквіту полісної структури Риму. Становлення civitas і розвиток громадянських інститутів стало наслідком завершення в III ст. до н. е. конфлікту патриціїв і плебеїв, які визначали характер перших часів існування Республіки. Верхньою межею епохи, як можна помітити, є Друга Пунічна війна, одна з найважчих воєн в історії Риму. Підсумком стало те, що радикальну перевірку на стійкість пройшла не тільки полісна структура громади, а й складна конструкція Римо-італійської конфедерації. У цілому римська civitas виявила більший резерв життєздатності та можливостей внутрішнього розвитку і зростання, що і зумовило поразку Карфагену. Ледь закінчивши Ганнібалову війну, Рим починає серію практично безперервних війн як у західній, так і в східній частині Середземномор'я. Його боротьба з Македонією, Сирією, грецькими полісами, галатами, галлами, іспанськими племенами призводить до того, що до середини II ст. до н. е. Рим стає великою 
Середземноморською державою.

Територія Римської республіки в ІІ ст. до н.е.

У середині II століття до н. е. Рим налічував близько 350 тисяч громадян. Вже до початку Пунічних воєн стерлися колишні відмінності між патриціями і плебеями. Вищий шар римлян, як і раніше, складали сенатори - «кращі люди» з заможних землевласників. Вони обиралися на державні посади. Якщо сімейство простолюдинів багатшало і перетворювалося у власників господарства розміром в 100 га землі, тоді його нащадки могли стати вершниками. Ті, хто вже по народженню належали до сімейства всадничеського рангу, ще легше могли увійти в сенаторське коло. Простолюдини були рядовими солдатами в армії. Навіть небагаті і незнатні римляни мали право голосу з важливих для всіх громадян питань. Вони також мали земельні володіння, нехай невеликі, і хоча б кількох рабів.

### Зовнішня політика
146 р. до н.е. став фатальним для Середземномор'я. За один рік римляни знищили два найбільших міських центри Балкан та Північної Африки — Коринф і Карфаген. У часи розквіту Римської республіки відбулося багато військових походів і захоплено територій.
1. 200—197 p. до н. е. Друга Македонська війна: Македонія й Селевкіди проти Єгипту. Єгипет звертається за допомогою до Риму. Початок римської агресії на Сході. Одночасно з експансією на Південь Рим починає експансію на Схід (Греція, Македонія). Крім Єгипту, союзником Риму є Ахейський союз, Пергам, Родос. Рим захищає не інтереси Єгипту, а свої власні: укладає союз із царем Селевкідів Антіохом ІІІ, дозволяючи йому захопити єгипетські володіння в Сирії.
2. 197 p. до н. е. Перемога Риму над Македонією під Кіноскефалами. Філіп V відмовився від гегемонії в Греції.
3. 196 — 194 p. до н. е. Римляни в Греції. Проголошення автономії всіх міст Греції, відхід римських військ.
4. 192 p. до н. е. Антіох III у Фессалії.
5. 191 p. до н. е. Поразка від римлян під Фермопілами. Антіох витиснутий Римом із Греції.
6. 190 p. до н. е. Перемога Сципіона над Антіохом при Магнесії.
7. 188 p. до н. е. Апамейський мир. Антіох повинен сплатити 15 тис. талантів і віддати свої військові кораблі. До Родосу і Пергаму відходять його малоазійські володіння. Умовою мирного договору була видача Селевкідами Ганнібала. Ганнібал втіка\ у Віфінію, римляни знову домагаються його видачі, й він закінчує життя самогубством.
8. 183 р. до н. е. Рим — володар Східного Середземномор'я.
9. 171—167 p. до н. е. Третя Македонська війна, викликана втручанням Риму в справи всіх елліністичних держав. Коаліцію проти Риму очолив македонський цар Персей, потім Антигон IV.
10. В 169 р. Антигон IV напав на Єгипет. До нього негайно прибуло римське посольство з вимогою піти з Єгипта; цар підкорився й відступив.
11. 22.06. 168 p. до н. е. Перемога римлян під проводом Луція Емілія Павла біля Підни. Кінець царювання Антигонідів. Македонія остаточно слабшає й перетворюється на васала Риму. Македонію розділяють на 4 самостійні області. Незадоволені — Родос, Пергам, Ахейський союз — покарані. Страти і депортація 1000 заручників з Ахайї, зокрема Полібія. Домігшись приголомшливих успіхів на сході, Рим починає наступний етап своєї експансії.
12. 148 p. до н. е. Зміни в політиці Риму — від підтримки статусу-кво до анексії слабких. Різниця між офіційними гаслами дипломатії й реальними цілями Риму зростає. Проголошуючи захист свободи, справедливості й людяності, Рим завойовує Північну Італію, витісняючи відтіля кельтів; Корсику, Сардинію, обертаючи 80 тис. Її жителів у рабство; придушує повстання лузітан і кельтіберів в Іспанії. Скасування оподатковування для римських громадян
13. 201—146 p. до н. е. Третя Пунічна війна. Остаточний розгром Карфагену. Провінція Африка. Тут вирішальну роль грає суперництво Риму й Карфагену у виробництві вина й маслин. Марк Порцій Катон Старший всі промови в Сенаті закінчував словами: «Втім, я думаю, що Карфаген повинен бути зруйнований»[2]. Привід — конфлікт Карфагену й Нумідії, спровокований нумідійським царем Масиніссою. Уперше римляни виступають як захисники чиїхось інтересів в Африці. Пуни в 149 р. до н. е. вирішують здатися, але римляни висувають вимогу — всьому населенню покинути місто. Жителі вбивають уряд, бажаючи далі захищати Карфаген, і починається облога. Навіть раби в місті були звільнені для участі в обороні. Але в 146 р. римляни на чолі з Публієм Корнелієм Сципіоном Еміліаном після семиденного штурму взяли місто. Попри протести Сципіона Еміліана Африканського Молодшого сенат повелів стіни зруйнувати. Вся територія навколо Карфагену була посипана сіллю, було навічно заборонено селитися на цьому місці. Рим став великою світовою державою.

### Внутрішня політика
Після закінчення Ганнібалової війни Рим остаточно набуває рис «повноцінної» Середземноморської держави, що і знайшло своє вираження в створенні розвиненого рабовласницького господарства, впровадженні нових, більш витончених форм побуту, широкої майнової диференціації, відділенні вищих станів — сенатського і всадничеського — від основної маси цивільного колективу.
У ході Пунічних війн було засновано римський флот, якому, зрештою, поступився карфагенський, дані війни також стали кроком для зміцнення римської тактики ведення війни, набуття нового воєнного досвіду та опанування досі невідомої військової техніки, зокрема бойових машин.
Значні зміни спостерігаються і в сільському господарстві Італії, де з появою вілли починає розвиватися новий, товарний тип господарства, заснованого на рабській праці. У сільському господарстві все більшу роль відіграють культивування пшениці, виноградарство, оливководство, скотарство, що вимагають додаткових робочих рук. Поява на ринку великої кількості рабів - військовополонених також стимулювала розвиток рабовласництва. Слід зазначити, що в епосі «золотої доби» Римської республіки було закладено і внутрішнє протиріччя. Один з найбільш стабільних періодів римської історії приховує в собі витоки тих невирішених соціальних та політичних проблем, які вилилися в криваву смуту останнього сторіччя Республіки. За кілька десятиліть «золотої доби» Рим фактично перетворюється на велику середземноморську імперію. Державний лад і особливо політична система, успадковані Римом від минулих століть, все менше відповідали різко зміненій соціальній та політичній ситуації. З іншого боку, руйнівний вплив змін на традиційні підвалини життя і звичаї викликав гостру реакцію всередині самої громади. Як зауважує Н. Н. Трухіна, час, який вихваляв Саллюстій за моральність, породив цілий ряд законів проти обжерливості і марнотратства. Така епоха не могла не викликати гострої політичної та ідеологічної боротьби всередині римської громади, часом малопомітної на тлі вдалої зовнішньої політики і великих військових досягнень.

#### Закони про розкоші
Ще в кінці Другої Пунічної війни з ініціативи плебейського трибуна Марка Цинци в 204 р. до н. е. був прийнятий закон про подарунки і відплати (lex Cincia de donationibus). Як повідомляє Цицерон, цей закон був прийнятий за підтримки Квінта Фабія Максима. Збереглося 59 фрагментів, що передають зміст закону . Судячи з них, закон забороняв патронам приймати дорогі подарунки і підношення від їх клієнтів. Lex Cincia забороняв не подарунки як такі, а вимагання дарів у ситуації соціальної нерівності дарувальника і обдаровуваного. Таким чином, закон створював перешкоду використанню інституту дарування для істотного збагачення обдаровуваного шляхом надання йому нерухомості або великих грошових сум. За дарувальником протягом певного терміну зберігалося право утримувати у себе подароване, якщо воно фактично залишилося в його володінні, що повинно було запобігти втраті будинку або іншої нерухомості в особи, яка була змушена здійснити акт дарування. Як зазначає Г. С. Кнабе, закон Цинци забороняв конкретні види і форми дарування, що вказувало на ті зловживання, які становили поширену практику . Породжувана такою практикою, в середовищі знаті виникає звичка до розкоші, що вимагала багато грошей, але не покривається доходами, одержуваними з сільськогосподарських угідь . Одним із способів отримання додаткових доходів, мабуть, і стало вимагання дорогих підношень у клієнтів. Це дозволяє віднести lex Cincia до групи законів про розкіш . Крім того, закон забороняв дарування, що перевищують певний ценз, стороннім особам, захищаючи майно прізвища від замаху на нього тих, хто зумів отримати у спадкодавця обіцянку передати їм частину майна після своєї смерті в порядку заповідальної відмови — легата. 
Закон Воконь  спрямований і проти надмірного марнотратства на предмети розкоші у жінок з тим, щоб чоловіча лінія прізвища не отримувала менше жіночої . Закон Воконь був прийнятий за пропозицією плебейського трибуна Квінта Воконя Сакси в 169 р. до н. е. Його зміст передає Гай( лат. Gaius) у 2-й книзі «Інституцій» (Instituciones): " Тому згодом був запропонований закон Воконь, яким пропонувалося, що ніхто не може отримувати під виглядом відмов або дарувань на випадок смерті більше того, що залишається самому спадкоємцеві. Здавалося, що за цим законом спадкоємці напевно що-небудь отримають, однак цим створювалося майже така ж сама незручність. Саме розподіляючи спадщину між великим числом легатарію, заповідач міг до того мало залишити спадкоємцеві, що останньому не варто приймати на себе всієї тяжкості спадщини заради настільки незначної вигоди " . В іншому місці тієї ж книги Гай наводить ще одне свідчення про закон: 
|  | " Точно також жінка не може, згідно із законом Воконь, успадковувати після тієї особи, майно якої оцінено в 100 000 асів, але може набувати спадщину в силу фідеїкоміса ". |

Таким чином, закон Воконь забороняв спадкодавцям, що належали до першого цензового класу, призначати спадкоємницею жінку, а також заповідати легат, що перевищував величину спадкової частки. Закон Воконь породив досить велику дискусію в літературі. В одному з останніх оглядів наводиться 13 існуючих в історіографії точок зору на причину прийняття lex Voconia. Багато істориків пов'язують прийняття закону з тією ситуацією, в якій він був прийнятий. Для неї був притаманний приріст великих станів в Римі, поширення розкоші, проникаючої з елліністичного Сходу, зміцнення соціального становища жінки, поширення шлюбів sine manu, ослаблення опіки над жінками (tutela mulierum). Називають також фіскальні мотиви. Закон Воконь розглядається і як спроба закріплення положень lex Furia (183 р. до н. е.) або відродження якогось старого закону, за яким жінки не могли бути спадкоємцями. Катон Старший припускав, що закон міг переслідувати наступні цілі: обмеження витрат жінок, запобігання дроблення великих статків і відновлення давніх традицій, які вимагали, щоб великі статки зберігалися і передавалися по чоловічій лінії. Таким чином, головним мотивом прийняття lex Voconia був антифемінізм,  всі частини закону Воконь перетиналися в точці sacra. Закон гарантував, що sacra передавалися разом зі спадкоємцями, а не легатарія, що знаходилися поза прізвищем. Крім того, для громадян першого цензового класу закон Воконь гарантував, що їхні спадкоємці будуть особами чоловічої статі, і, отже, їх sacra буде зберігатися до тих пір, поки існує їх прізвище . Закон Воконь, що розглядається в контексті інших законів про розкіш того часу, дозволяє краще бачити процеси, що протікали як на рівні прізвища, так і на рівні римської громади в цілому. З жіночою розкішшю пов'язаний і закон, що забороняв імпорт unguenta exotica, що ввозилася в Рим у вигляді пахощів або масел. Про поширення в Римі різного косметичного зілля згадує Катон, повідомляючи, зокрема, про особливий вид попелу, за допомогою якого матрони міняли колір волосся . Цей закон  датується 189 р. до н. е., однак в повідомленні Плінія згадується поразка Антіоха в 189 р. до н. е. Після перемоги над Антіохом розкіш в Римі прийняла такі форми, що, врешті-решт, зробило необхідним введення заборони на імпорт засобів жіночої краси .І все ж основна частина законів про розкіш цього часу була спрямована на обмеження витрат на бенкети і обіди. Катон Старший називав закони про розкіш «столовими», вказуючи на цю їх особливість, і відкривав цю групу законів про розкіш закон плебейського трибуна Гая Ліцинія Лукулла, котрий улаштував в 196 р. до н. е. колегію жерців — епулонів . Як повідомляє Лівій:
" В той рік в Римі вперше було обрано тріумвіри-епулони: Гай Ліциній Лукулл, народний трибун, який і вніс пропозицію заснувати цю посаду, Публій Манлій і Публій Порцій Лека. Цим тріумвірам було дано право носити облямовану тогу, подібно понтифікам ". Створювана колегія повинна була відати пристроєм бенкету Юпітера під час Плебейських і Великих ігор. До трибунату Публія Порція Лекі відносять один або кілька законів Порція (leges Porciae) про тілесну недоторканість громадян, на захист яких виступив Катон.
У 181 р. до н. е. за пропозицією плебейського трибуна Гая Орхія був прийнятий закон про обіди, що обмежував число гостей. Метою закону було не просто обмежити кількість гостей на обідах, але знизити витрати на частування, які спустошували скарбницю прізвища.У 131 р. до н. е. був прийнятий закон, запропонований консулом цього року Публієм Ліцинієм Крассом Дівом Муціаном. Закон Ліцинія Красса дозволяв в дні календ, нон і нундіни витрачати на їжу 30 асів, а в інші дні споживати не більше 3 фунтів сухого і копченого і 1 фунта солоного м'яса. Кількість плодів землі і дерев при цьому не регламентувалася. Ці обмеження на м'ясні продукти тривалого зберігання, що ввозилися в основному з Галлії, були, мабуть, викликані їх дорожнечею. Зменшення припливу привізних товарів забезпечувало збут більш дешевої місцевої продукції. Селянські господарства середньої Італії могли також поставляти зерно, овочі і фрукти, споживання яких законом Ліцинія Красса взагалі не обмежувалося. Закони про розкіш могли зачепити інтереси імпортерів галльського копченого м'яса і грецького вина, але не дрібних і середніх землевласників, які продавали недорогі продукти повсякденного вжитку.
Закони про розкіш епохи «золотої доби» демонструють ще один парадокс цього часу. Період стрімкого збагачення римської знаті і значного підвищення рівня життя пересічних громадян викликав до життя ряд законів, які дріб'язково регламентували громадян в раціоні харчування. Незважаючи на величезні кошти, що хлинули в Рим завдяки вдалим війнам в Східному Середземномор'ї, законодавці визначають допустиму кількість гостей, продуктів і грошових витрат на обідах. Це ще раз показує, що сам характер «ранньої римської цивілізації» створює неясну, розмиту картину, коли перед нами з'являється то суспільство зрілої державності, то, за визначенням Н. Н. Трухіної, архаїчний ранньокласовий соціум. У чистому вигляді ні того, ні іншого, мабуть, не існувало, а в II ст. до н. е. римська цивілізація знаходилася ще в стадії свого формування, як цивілізації зрілої і самобутньої.

## Відомі особистості
«Золота доба» Республіки може бути названа епохою реформ і розділена в цьому відношенні на дві половини. Перша з них відзначена консервативним настроєм, прагненням повернути добрі старі часи, перешкодити відступу від ідеалів старовини. Представником цієї епохи можна вважати Катона Старшого, недарма прозваного цензором. Представником другої епохи є Тиберій Гракх, з його системою державних нововведень, які повинні були перетворити політичний і економічний побут не тільки римлян, але і італіків, і перенести центр ваги з сенату в трибунат. 

### Катон Старший
Увійшов до історії як Катон Цензор, був неабиякою і яскравою особистістю: полководець і адміністратор, оратор і письменник, підприємець і державний діяч, він зіграв видатну роль в політичному житті Римської республіки часів «золотої доби» (201—133 р. до н. е.).Походить із стану «вершників» з Тускула, Катон був «новою людиною», тобто вискочкою в очах представників римської знаті, або нобілітету. Катон Старший зарекомендував себе як наполегливий і непримиренний борець із засиллям знаті в римській політиці. Однією з найбільш яскравих сторінок його біографії стала люта боротьба, яку Катон вів з кланом Сципіона Африканського, іншої харизматичної особи тієї епохи, переможця Ганнібала і визнаного лідера нобілітету, учасник знаменитої битви при Каннах, він воював з Ганнібалом під керівництвом Клавдія Марцелла і Фабія Медлителя, а надалі пройшов увесь «шлях почестей», послідовно обіймаючи усі державні посади Республіки аж до вищого консульства (195 р. до н. е.) і цензури (184 р. до н. е.). Видатний судовий оратор, він судився 44 рази, нащадкам було відомо близько 150 його судових розмов, Катон став основоположником римської прози (він написав історичний твір «Початки» і трактат «Про сільське господарство»). 
Катон  був представником консервативних староримських елементів, які боролися проти нових течій. Цей консерватизм Катона переплітався з тим, що політик був передовим італійським господарем першої половини II ст .: зразковим поміщиком, нещадним рабовласником, спритним ділком і комерсантом, не нехтував ніякими засобами в отриманні прибутку. «Він був добрим батьком сімейства, хорошим чоловіком і чудовим господарем», - говорить Плутарх в біографії Катона . Як не цінував Катон державну діяльність, однак виконання обов'язку громадянина, як він його розумів, тобто дбайливого господаря і голови сім'ї, ставив вище за все. Він говорив, що «вважає за краще бути хорошим чоловіком, ніж знаменитим сенатором». Катон завжди був присутній при тому , як його дружина купала та сповивала дітей; тільки невідкладні державні справи могли перешкодити цьому. Він вимагав, щоб його дружина сама годувала грудьми дитину. Свого старшого сина Катон вчив сам, хоча у нього був раб-учитель. Катон навчав сина читанню та письму, законознавству, гімнастиці, фехтуванню, верховій їзді. Він власноруч переписав свій історичний  твір великими буквами, щоб син міг ознайомитися з історією рідного міста. Катон був надзвичайно стриманий в присутності дітей, остерігаючись вимовляти при них непристойні слова.
Спосіб життя Катона був вкрай простий і розважливий. Ніяких витрат на розкіш або навіть простий комфорт не допускалося, він не купував дорогих рабів і багатих суконь, у будинку не було килимів, а стіни залишалися нештукатуреними . Звичайний стіл Катона відрізнявся невибагливістю і помірністю; тільки в разі появи гостей допускалися деякі надмірності.
Серед своїх рабів Катон підтримував сувору дисципліну. Без дозволу господаря жоден раб не міг виходити з дому; раб, на думку Катона , повинен був або працювати, або спати. За дрібні помилки Катон мав звичай власноруч карати винного . У разі важкого проступку він судив винного в присутності всіх рабів, засуджував його до смерті і наказував стратити на їхніх очах. Коли раб робив без відома пана торгову угоду і це стало відомо Катонові , то раба вішали. Старих або хворих рабів, на думку Катона , слід було продавати, щоб не годувати даром. Він заохочував сварки серед рабів, вважаючи, що вони забезпечують господареві безпеку.
Свої принципи Катон проводив і в політиці. Він боровся зі сципіоновою групою нобілітету. Під час перебування  цензором в 184 р до н.е. Катон нагнав страх на римський вищий світ нещадними заходами проти розкоші і розбещеності вдач. Він виключив масу шанованих осіб з сенату за проступки, які здавалися суворому цензору непорядними.  Величезними податками на предмети розкоші (сукні, колісниці, жіночі вбрання, домашнє начиння) Катон намагався повернути римлян до старої простоти. Він наказав знищити труби, за допомогою яких була проведена вода з міського водопроводу в будинки і сади приватних осіб, розпорядився зносити будівлі, що займали частину державної землі.
Але, звичайно, наївно було думати, що всіма цими заходами можна було зупинити розвиток в римському суспільстві нових поглядів, звичаїв. Вони були результатом не стільки зовнішніх запозичень у греків, скільки продуктом тих глибоких змін в економіці і соціальних відносинах Італії, які відбулися в II ст.до н.е. 

### Тиберій Гракх
Ще в юності він взяв участь в Третій Пунічній війні, де близько зійшовся з Сципіонівським гуртком, що виступав за відродження селянства, з метою зміцнення військової могутності Риму. Під Карфагеном він проявив свою хоробрість і здобув велику популярність в армійських кругах. У сфері економіки — підтримка італійського і римського селянства, що швидко розорялося. У сфері ідеології — утопічне прагнення невеликого кругу нобилів зупинити розвиток рабовласницьких стосунків і відродити старе селянство, як опори римської могутності. Тиберій був обраний народним трибуном в 133 році до н. е.. Передвиборча боротьба супроводжувалася активною агітацією за проведення аграрної реформи, супротивниками якої виступали великі землевласники, що ризикували втратити частину захоплених громадських земель. Частина середніх землевласників, які придбали володіння на громадських полях і боялися переселення в іншу місцевість. Торгова лихварська знать, яка втрачала велику частину доходу від ліквідації земельних угод, внаслідок закріплення ділянки за одним власником. Римські громадяни, що давно відірвалися від землі, відносилися до всіляких змін в цій ділянці байдуже. Проєкт реформи включав наступні пункти: введення твердої норми в 500 югерів на кількість землі, що здається в оренду одній особі (якщо позичальник мав двох дорослих синів, то на них видавалося додатково по 250 югерів орної землі, з обмеженням на володіння однією сім'єю ділянки понад 1000 югерів); земля, захоплена понад норму, поверталася державі, відібрані надлишки розділяли серед безземельних або малоземельних громадян по 30 югерів кожному, виплата податку із землі на користь держави, закріплення земельної ділянки за власниками, наділ не можна було продавати або дарувати, він закріплювався за власниками довічно і міг передаватися у спадок. Такий захід був вжитий для відвертання захоплення ділянок лихварями. Навколо законопроєкту розгорнулася запекла боротьба. На підтримку Гракху, з усіх кінців Італії стали прибувати малоземельні селяни. Після бурхливих обговорень проєкт мав бути винесений на голосування в народному зібранні, але знать боялася його затвердження. Внаслідок чого народний трибун Марк Октавій наклав «вето» на законопроєкт, під приводом утиску прав римських громадян. У відповідь Тиберій поставив перед зборами питання про легітимність діяльності народного трибуна, що виступав проти інтересу народу. Народне зібрання одноголосно висловилося проти Октавія, внаслідок чого він був усунений з посади, ааграрний проєкт затверджений. Цей факт став першим в історії відкритим порушенням римського закону про недоторканість особи народного трибуна. Для реалізації закону була створена комісія, доскладу якої увійшли Тиберій Гракх, його брат Гай Гракх і тесть Аппій Клавдій. Дії Тиберія озлобили знать, яка кілька разів намагалася зірвати засідання народного зібрання. Положення посилювалося тим, що прийшло літо і багато дрібних землевласників, що підтримували народного трибуна, були вимушені покинути Рим і вирушити на сільськогосподарські роботи. У народному зібранні розгорілася кровопролитна боротьба між прибічниками Гракха і опозицією, в результаті якої гине Тиберій і триста його прибічників, тіла яких вночі були скинуті в Тибр.

## Культура
У цей же час в Римі відбуваються важливі культурні зміни. Вийшовши за переділи Італії, римляни потрапляють в інше культурне середовище, випробувавши великий вплив елліністичної цивілізації. Сам Рим переживає своєрідну побутову революцію, у ході якої починають зникати патріархальні відносини і змінюються форми життя. Змінюється і шкала цінностей, що було пов'язано з появою нових уявлень про багатство і престиж, зміні матеріальних і духовних потреб, самих звичаїв римських громадян. Особливо помітними були зміни в колі римської знаті - нобілітету, що становив кістяк командного складу римської армії. Багатий військовий  прибуток, отриманий  у  результаті численних воєн, формує в їх середовищі звичку до розкоші і комфорту, характерним для міського побуту Балкан, Близького Сходу і Північної Африки. Після азійських походів Луція Корнелія Сципіона і Гнея Манлія Вульсона в 80-і роки II ст. до н. е. в Римі починається масове поширення предметів східної розкоші. Змінюється сам вигляд Риму, який починає забудовуватися громадськими будівлями нового типу. Паралельно в Римі йде інтенсивне приватне будівництво, будинки багатих римлян починають ретельно оброблятися і прикрашатися.